# Đảng Sức mạnh Nhân dân (Thái Lan)
Đảng Sức mạnh Nhân dân (Palang Prachachon; PPP) là một chính đảng Thái Lan. Lãnh đạo đảng này là Somchai Wongsawat (tạm quyền); Tổng bí thư đảng này là Surapong Suebwonglee và người phát ngôn của đảng là Kuthep Saikrajarng.
Ngày 29 tháng 7 năm 2007, một số cựu đảng viên của Đảng Thai Rak Thai đã đồng ý đã tranh đua trong cuộc tổng tuyển cử năm 2007 với tư cách là ứng cử viên của Đảng Sức mạnh Nhân dân. Điều này là do Đảng Thai Rak Thai đã bị giải tán bởi Tòa án Hiến pháp Thái Lan vào ngày 30 tháng 5 năm 2007 và tiếp sau đó là việc cấm tham gia chính trị đối với các nhà chính trị cựu đảng viên đảng này như Newin Chidchob, Buriram và cựu lãnh đạo TRT Thaksin Shinawatra. Nhiều cựu thành viên khác của TRT cũng đã thành lập đảng phái riêng của họ, trong đó có Đảng Ruam Jai Thai và Đảng Puea Pandin.
Cựu Thị trưởng Bangkok Samak Sundaravej và cựu Bộ trưởng Nội các của TRT Surapong Suebwonglee đã được bầu làm lãnh đạo đảng và tổng bí thư đảng vào ngày 24 tháng 8, 2007.
Tháng 9 năm 2008, ông Somchai Wongsawat - người của Đảng Sức mạnh Nhân dân - đã được quốc hội bầu làm thủ tướng Thái Lan. Nhưng ông này chỉ giữ chức được chưa đầy 3 tháng vì ngày 2 tháng 12 năm 2008, Tòa án Hiến pháp Thái Lan phán quyết rằng Đảng Sức mạnh Nhân dân đã có hành vi gian lận trong bầu cử và phán quyết giải thể đảng này.
Cụ thể, vụ việc bắt đầu từ đầu năm 2008 khi cựu chủ tịch quốc hội Yongyuth Tiyapairat bị cáo buộc mua phiếu bầu trong cuộc bầu cử tháng 12 năm 2007. Ông Yongyuth bị kết tội sau đó và bị cấm hoạt động chính trị trong 5 năm. Vì ông Yongyuth là thành viên ban lãnh đạo của đảng Sức mạnh Nhân dân nên vai trò của đảng này trong vụ mua phiếu bầu tiếp tục bị điều tra. Kết cục là đảng Sức mạnh Nhân dân bị phán quyết giải thể, điều mà những người ủng hộ chính đảng này nói là một cuộc "đảo chính thầm lặng".
Một số đảng viên của Đảng Sức mạnh Nhân dân đã lập đảng mới là Puea Thai sau khi đảng của mình bị giải thể. Một số đảng viên khác trong phái "Những người bạn của Newin" thì chạy sang ủng hộ đảng Dân chủ, đảng đối lập với đảng Sức mạnh Nhân dân lúc trước. Cùng lúc đó, nhiều đảng nhỏ có trong liên minh cầm quyền với đảng Sức mạnh Nhân dân xưa kia cũng rời bỏ phe thân cựu thủ tướng Thaksin Shinawatra này để chạy sang ủng hộ đảng Dân chủ, hậu thuẫn chủ tịch đảng này là ông Abhisit Vejjajiva lên làm thủ tướng mới của Thái Lan.